# Michelangelo Tommaso
Michelangelo Tommaso (Roma, 27 giugno 1980) è un attore italiano.

## Biografia
Figlio del musicista Vito Tommaso, frequenta durante la sua adolescenza un laboratorio teatrale con Sean Patrick Lovett , e un primo corso di recitazione con Simona Corradi, della scuola "La Scaletta" di Gianni Diotaiuti. Quindi debutta in teatro con Lisistrata di Aristofane e con una piccola parte sul piccolo schermo nella serie tv in onda su Rai 2, Compagni di scuola nel 2001. Diplomatosi al Liceo ginnasio statale Terenzio Mamiani di Roma, si iscrive alla facoltà di Giurisprudenza, salvo poi assecondare la sua passione per la recitazione.
Nel 2001 è grazie ad una serie di spot con la regia di Ferzan Özpetek che acquisisce una prima popolarità nel piccolo schermo.
Nel 2002 entra nel cast della soap opera di Rai 3, Un posto al sole, nel ruolo di Filippo Sartori, il figlio di Roberto Ferri, diventando uno dei personaggi principali e più utilizzati dagli sceneggiatori della serie, che lo accompagnerà per una prima fase fino al dicembre 2007 (uscirà di scena per un biennio, salvo rientrare per un breve periodo a cavallo tra il 2008 e l’inizio del 2009), e sempre nello stesso 2002 interpreta il ruolo di Paolo nel film Due gemelle a Roma - When in Rome - regia di Steve Purcell, al fianco delle gemelle Mary-Kate e Ashley Olsen. 
Nel 2006 appare in una puntata della serie di Canale 5, R.I.S. 2 - Delitti imperfetti. L'anno successivo ritorna sul grande schermo con il film Saturno contro, diretto da Ferzan Özpetek, dove interpreta Paolo. Inoltre compare su Rai 2 come guest star, con il ruolo del "tronista" Giampiero, nella sit-com 7 vite.
Nel 2008 appare su Rai 1 con il film tv Le ali, regia di Andrea Porporati, interpretando il militare Andrea Millevoi.
Alla fine del 2009, dopo quasi due anni di assenza , ritorna su Rai 3 per interpretare nuovamente il ruolo di Filippo Sartori in Un posto al sole. Qui conosce Samanta Piccinetti, sua attuale moglie, che interpreta nella soap il ruolo di Arianna Landi, con la quale è sposato dal 2017. I due hanno due figlie.
Nel 2011 prende parte alle serie  Don Matteo 8 nel ruolo di Umberto Galli,  e nello stesso anno partecipa al secondo episodio di Un passo dal cielo, nel ruolo di Piero Gotti.
Dal 2012 in poi inizia un percorso di approfondimento professionale a New York, dove studia recitazione alternandosi tra l’Italia e gli Stati Uniti d'America per circa 8 anni,  presso la Susan Batson Studio.
Nel 2013 veste i panni del bellissimo Ken in Ombrelloni , sitcom ambientata in una divertente atmosfera estiva.
Tra il 2015 e il 2016 insieme a Samanta Piccinetti, Luca Seta e Cristina D'Alberto Rocaspana, producono la Sitcom Lui, Lei & Gli Altri, un progetto con la supervisione artistica e con la regia di Marco Limberti, che viene distribuito online durante la primavera del 2020. È stata volontà degli attori e produttori condividere questo contenuto durante il lockdown del 2020, per regalare al pubblico qualche sorriso durante un momento storico così intenso.
Nel 2018, insieme alla moglie Samanta Piccinetti, partecipa alla seconda edizione del talent show di Sky Italia e Fox Dance Dance Dance (seconda edizione), classificandosi alla 5ª posizione. 
Sempre nel 2018 fa una fugace apparizione nell'acclamata serie Rai,La linea verticale, dove interpreta il barista dell'ospedale.
Nel 2021 interpreta il ruolo del padre di Daniele nella serie Netflix Di4ri, distribuita dal 2022.
È tuttora impegnato nella soap opera Un posto al sole, sempre nel ruolo di Filippo Sartori.

## Filmografia

### Cinema
- L'ultimo bacio, regia di Gabriele Muccino (2001)
- Due gemelle a Roma (When in Rome), regia di Steve Purcell (2002)
- Saturno contro, regia di Ferzan Özpetek (2007)
- Altromondo, regia di Fabio Massimo Lozzi (2008)
- L'amore e altre seghe mentali, regia di Giampaolo Morelli (2024)

### Televisione
- Compagni di scuola, regia di Tiziana Aristarco e Claudio Norza (2001) - serie TV
- Un posto al sole, registi vari (2002-2007, 2008-2009, 2010-in corso) - soap opera
- R.I.S. 2 - Delitti imperfetti, regia di Alexis Sweet, episodio 2x08 (2006) - serie TV
- 7 vite, regia di Franco Bertini, Marco Limberti e Monica Massa (2007) - sitcom
- Le ali, regia di Andrea Porporati (2008) - film TV
- Don Matteo 8 , regia di Giulio Base e Carmine Elia (2011) - serie TV
- Un passo dal cielo , regia di Enrico Oldoini (2011) - Serie TV
- Ombrelloni, nel ruolo di Ken , regia di Riccardo Grandi (2013) - Sit-Com
- Dance Dance Dance, Seconda Edizione, regia di Piergiorgio Camilli (2018) - Talent Show Sky
- La linea verticale, regia di Mattia Torre (2018)
- Lui, Lei & Gli Altri, (2016/2020), regia di Marco Limberti - Sitcom
- Di4ri , regia di Alessandro Celli (2022) - Serie TV
- Resta con me, regia di Monica Vullo (2023) - Serie TV, episodi 1x04 e 1x15

## Teatro
- Lisistrata di Aristofane
- Favola di amore e psiche, regia di Gino Landi e Vito Tommaso (2001)
- Amore amore, regia di Gino Landi (2001-2004)
- Le iene, regia di D. Allegra (2007-2008)
- D'ambra grigia e canfora, regia di R. Curi (2008)

## Spot pubblicitari
- Banco Posta - Le Pleiadi,  regia di Ferzan Ozpetek (2001-2002)
- Tantum verde, regia di Bill Fertik Fertik (2002-2005)
- Danacol regia di Paolo Genovese